# Mortierella simplex
Mortierella simplex är en svampart som beskrevs av Tiegh. & G. Le Monn. 1873. Mortierella simplex ingår i släktet Mortierella och familjen Mortierellaceae.   Inga underarter finns listade i Catalogue of Life.